# Solució al buit (relativitat general)
En la relativitat general, una solució al buit és una varietat lorentziana el tensor d'Einstein de la qual s'esvaeix de manera idèntica. Segons l'equació de camp d'Einstein, això significa que el tensor tensió-energia també s'esvaeix de manera idèntica, de manera que no hi ha cap matèria ni camps no gravitatoris. Aquestes són diferents de les solucions d'electrobuit, que tenen en compte el camp electromagnètic a més del camp gravitatori. Les solucions al buit també són diferents de les solucions lambdavacuum, on l'únic terme del tensor tensió-energia és el terme constant cosmològica (i, per tant, els lambdavacuums es poden prendre com a models cosmològics).
De manera més general, una regió de buit en una varietat Lorentziana és una regió en la qual s'esvaeix el tensor d'Einstein.
Les solucions al buit són un cas especial de les solucions exactes més generals de la relativitat general.

## Condicions equivalents
És un fet matemàtic que el tensor d'Einstein s'esvaeix si i només si s'esvaeix el tensor de Ricci. Això es deu al fet que aquests dos tensors de segon rang es troben en una mena de relació dual; són el rastre invers l'un de l'altre:
{\displaystyle G_{ab}=R_{ab}-{\frac {R}{2}}\,g_{ab},\;\;R_{ab}=G_{ab}-{\frac {G}{2}}\,g_{ab}}
on hi ha els rastres {\displaystyle R={R^{a}}_{a},\;\;G={G^{a}}_{a}=-R}.
Una tercera condició equivalent se segueix de la descomposició de Ricci del tensor de curvatura de Riemann com a suma del tensor de curvatura de Weyl més els termes construïts a partir del tensor de Ricci: els tensors de Weyl i Riemann coincideixen, {\displaystyle R_{abcd}=C_{abcd}}, en alguna regió si i només si és una regió de buit.

## Energia gravitatòria
Des que {\displaystyle T^{ab}=0} en una regió del buit, podria semblar que, segons la relativitat general, les regions del buit no han de contenir energia. Però el camp gravitatori pot funcionar, així que hem d'esperar que el propi camp gravitatori posseeixi energia, i ho fa. No obstant això, determinar la ubicació precisa d'aquesta energia del camp gravitatori és tècnicament problemàtic en la relativitat general, per la seva pròpia naturalesa de la separació neta en una interacció gravitatòria universal i "tota la resta".
El fet que el propi camp gravitatori posseeixi energia proporciona una manera d'entendre la no linealitat de l'equació del camp d'Einstein: aquesta energia del camp gravitatori en si produeix més gravetat. (Això es descriu com "la gravetat de la gravetat", o dient que "la gravetat gravita".) Això vol dir que el camp gravitatori fora del Sol és una mica més fort segons la relativitat general que no pas segons la teoria de Newton.

## Exemples
Alguns exemples coneguts de solucions explícites de buit inclouen:
- Espai-temps de Minkowski (que descriu l'espai buit sense constant cosmològica)
- Model Milne (que és un model desenvolupat per EA Milne que descriu un univers buit que no té curvatura)
- El buit de Schwarzschild (que descriu la geometria de l'espai-temps al voltant d'una massa esfèrica),
- Buit de Kerr (que descriu la geometria al voltant d'un objecte en rotació),
- Buit Taub-NUT (un famós contraexemple que descriu el camp gravitatori exterior d'un objecte aïllat amb propietats estranyes),
- Kerns–Wild buit (Robert M. Kerns i Walter J. Wild 1982) (un objecte de Schwarzschild immers en un camp gravitatori "gairebé uniforme" ambiental),
- doble buit Kerr (dos objectes Kerr que comparteixen el mateix eix de rotació, però separats per "cables" no físics de massa gravitatòria activa zero que surten a punts de suspensió infinitament eliminats),
- Buit de Khan-Penrose (KA Khan i Roger Penrose 1971) (un model d'ona plana de col·lisió simple),
- Buit Oszváth–Schücking (l'ona gravitacional sinusoïdal polaritzada circularment, un altre contraexemple famós).
- Mètrica de Kasner (una solució anisòtropa, utilitzada per estudiar el caos gravitatori en tres o més dimensions).

Tots ells pertanyen a una o més famílies generals de solucions:
- el Weyl vacua (Hermann Weyl) (la família de totes les solucions estàtiques de buit),
- el Beck vacua (Guido Beck 1925) (la família de totes les solucions de buit no rotatives simètriques cilíndricament),
- l'Ernst vacua (FrederickJ. Ernst 1968) (la família de totes les solucions de buit axisimètriques estacionàries),
- l'Ehlers vacua (Jürgen Ehlers) (la família de totes les solucions de buit cilíndricament simètriques),
- el Szekeres vacua (George Szekeres) (la família de tots els models d'ones planes gravitacionals en col·lisió),
- el Gowdy vacua (Robert H. Gowdy) (models cosmològics construïts amb ones gravitatòries),

Algunes de les famílies esmentades aquí, els membres de les quals s'obtenen resolent una equació diferencial parcial, lineal o no lineal, real o complexa adequada, resulten estar molt estretament relacionades, de manera potser sorprenent.
A més d'aquests, també tenim els espai-temps d'ona Pp de buit, que inclouen les ones planes gravitatòries.